# Vijverhof
Le domaine de Vijverhof est un domaine situé à Corbeek-Loo. Celui-ci a une histoire séculaire. La famille Udekem détenait à Eiken, à la frontière avec Corbeek-Loo, des terres et des vassaux prêtés par le seigneur de Bierbeek.
Dans la seconde moitié du XVIIe siècle, la cour d'Udekem (en néerlandais : Hof van Udekem) appartenait l'écuyer Jan van Pulle et en 1685 à Jan van de Malen. À proximité se trouvait un moulin à eau sur le ruisseau, qui prend sa source sur le Mont Saint-Martin à Lubbeek. Ce ruisseau traverse la cour d'Udekem, continue son chemin jusqu'à l'Abbaye de Parc pour passer la Porte de Namur, où il se jette dans la Dyle.
Le domaine changea plusieurs fois de mains dans les siècles suivants. À la fin du XVIIIe siècle, par exemple, le domaine est représenté comme 'Het Speelgoed onder Corbeek over Loo'. En 1890, le domaine est vendu au Baron Antonius Hyronimus Alexir Edgard de Biber de Rochelée. Au tournant du siècle, le domaine a été nommé « den Biber » en l'honneur de son propriétaire.
Le moulin à eau, situé sur l'étang du château den Biber, a dû céder la place au début du XXe siècle pour un nouveau bâtiment nouvellement construit dans un style néoclassique par le chevalier de Schoutheete de Tervarent. À cette occasion, ol a également fait décaler la Bierbeekstraat, de sorte qu'il se situe plus à l'ouest et vient ainsi se trouver derrière le Vijverhof.
Le château est achevé au milieu de 1912, mais le chevalier de Schoutheete de Tervarent voit son château s'enflammer en août 1914 sous la violence des soldats allemands. À partir de 1919, le château est restauré le plus fidèlement possible par les nouveaux propriétaires, les frères Dekeyser. Seul le dôme à l'arrière ne sera pas reconstruit. Par la suite, la propriété a changé plusieurs fois, comme M. Vandoren et la famille Brusselmans.
Au cours des années soixante, l'Université de Louvain acquiert le Vijverhof et à la fin des années septante la société Orda B s'installe dans le château.
Depuis 1987, le château est la propriété de M. et Mme Nolf-Terpougoff, qui l'ont rénové. Il faut également mentionner que par décision du 13 juin 2000, le domaine de Vijverhof et ses environs ont été protégés. À la même date, le château, le pavillon du jardin et la glacière sont protégés au titre des monuments.

## Udekem est situé à Corbeek-Loo
À la suite du mariage du prince Philippe avec la princesse Mathilde, il y a eu beaucoup de spéculations sur l'origine de la famille d'Udekem. Le professeur Van Ermen de l'université de Louvain  spécialiste du Moyen-Âge a trouvé les preuves nécessaires dans les plus anciens registres échevinaux de Louvain. En 1219, Reiner Udekem fonda un monastère des Norbertins à Pellenberg dans lequel il logea ses filles. En 1263, Nicolas acquiert une prairie à côté de sa maison située à Corbeek. Un autre chevalier Nicolas d'Udekem apparaît en 1367 comme propriétaire d'un moulin à eau et tenure à bail « d'Udekem avec étangs situé à Udekem dans la paroisse de Corbeek-Loo » qui prouve bien l'existence du hameau Udekem.
Puisqu'un moulin à eau doit être situé sur un ruisseau et que le Molenbeek est le seul cours d'eau d'attrait à Corbeek-Loo, Van Ermen en conclut par déduction que le moulin à eau et la cour qui l'accompagne doivent forcément donc se trouver au Vijverhof.